# Moritz (Pyrmont)
Moritz von Pyrmont (auch: Mauritius von Pyrmont, * um 1418, urkundete am 21. März 1442 in Lügde; † 1494 in Lügde) war der letzte regierende Graf der Grafschaft Pyrmont aus der Pyrmonter Linie der Grafen von Schwalenberg und Kommandant der Reichsstadt Lübeck.

## Leben

### Herkunft
Die Grafen von Pyrmont hatten seit 1376 ihre Residenz in Lügde, ein festes Haus am Oberen (südlichen) Stadttor, gegenüber der Kirche St. Kilian. Von hier aus war das ganze Emmertal zu übersehen.
Moritz wurde als Sohn des Grafen Heinrich IV. von Pyrmont († um 1429) und seiner Ehefrau (seit vor dem 16. März 1418) Haseke von Spiegelberg († 22. März 1465) geboren. Die Mutter war eine Tochter des Grafen Moritz III. von Spiegelberg († um 1421) und wurde 1450 schließlich Äbtissin von Neuenheerse, wo sie auch bestattet ist. Der Bruder war Graf Heinrich V. von Pyrmont, der zwischen 1446 und 1460 verstarb. Die Schwester Godeke von Pyrmont wurde wie ihre Mutter Äbtissin von Neuenheerse und verstarb nach 1477. 
Das Bistum Paderborn versuchte immer wieder, die Grafschaft Pyrmont als paderbornisches Lehen  zu deklarieren. Die Grafen von Pyrmont traten dem entgegen, indem sie propagierten, ihr (urkundlich nicht belegter) Stammvater Moritz  sei bereits um 800 von Kaiser  Karl dem Großen mit der Grafschaft Pyrmont belehnt worden, ihre Grafschaft also reichsunmittelbar. Folgerichtig konnte der späte „Nachfahre“ sich als regierender Graf „Moritz II.“ nennen, um die sagenhafte Kaiserbelehnung zu unterstreichen und so Tatsachen zu schaffen. Dabei wurde verdrängt, dass die urkundlich belegte Stammreihe des Geschlechts erst mit dem 11. Jahrhundert begann, unter dem Namen Pyrmont sogar erst im 12. Jahrhundert.

### Regentschaft in Pyrmont
Am 21. März 1442 versetzten die Grafen Heinrich und Mauritius von Pyrmont zu Lügde dem Johann Treben und dessen Ehefrau auf mindestens drei Jahre sechs Morgen Land.
Am 20. September 1444 belehnten die beiden Grafen Heinrich und Mauritius von Pyrmont den Hermann Schiltknecht mit dem Land und Hof vor Lügde, womit vorher der verstorbene Hinrik Kotemann belehnt war und wo dessen Ehefrau eine Leibzucht hatte.
Als Kaiser Friedrich III. den Braunschweiger Fürsten Unterstützung im Streit mit der Stadt Lüneburg gewährte und er am 16. Dezember 1460 zahlreichen namentlich genannten sowie allen übrigen Reichsuntertanen befahl, „unter Hinweis auf das von ihm bekundete Urteil seines Kammergerichts, Herzog Wilhelm (I.) dem Älteren und dessen Bruder Herzog Heinrich von Braunschweig-Lüneburg(-Wolfenbüttel) bei der Urteilsvollziehung gegen den alten Rat und die Gemeinde von Lüneburg zu unterstützen, Leib, Habe und Gut der von Lüneburg festzusetzen, sobald sie ihre Städte, Märkte, Dörfer und Gebiete betreten, jene in ihren Ländern und Herrschaften nicht zu beherbergen, zu beköstigen, in keiner Weise Gemeinschaft mit ihnen zu halten oder dies zuzulassen sowie mit ihnen keinen Handel zu treiben, bis die Herzöge von Braunschweig als Kläger und Landesfürsten ihr Recht erlangt und die Lüneburger wieder zu seinem und des Reiches Gehorsam gebracht worden sind“, wurde auch Graf Moritz von Pyrmont unter den Königen, Fürsten und Grafen namentlich genannt.
Am 23. Mai 1478 verkaufte der Ritter Mauritius Graf von Pyrmont an Bürgermeister, Rat und Gemeinheit zu Lügde den Hof auf dem „de Danne steht, vor dem oberen Tor zwischen dem Stadtgraben und dem Salenwerder mit der Slo bis zur Emmer“. In einer gesonderten Urkunde stimmte seine Ehefrau Margarete von Nassau, Gräfin von Pyrmont, dem Verkauf zu.
Am 27. Oktober 1478 entschied Simon Bischof von Paderborn im Streit zwischen Graf Mauritius von Pyrmont und Bürgermeister, Rat und Gemeinheit der Stadt Lügde über die Mühlemetten, dass die Stadt diese wie bisher behalten, hingegen der Graf aus der Mühle einen genannten Maßanteil Korn erhalten soll. Die Urkunde bezeugten Cort von Haxthausen, Arndt von der Borch, Wilhelm Crevet, Gosschalk von Haxthausen, Otto von Holthusen und der Kämmerer Johann Ottenjeger.
1484 verehrte Graf Moritz von Pyrmont der St. Kilianskirche bei Lügde einen goldenen Kelch und andere Schmuckstücke („Kleinodien“).
Am 25. Januar 1485 verkaufte der Graf und Ritter Mauritius von Pyrmont die Mühle zu Lügde mit allem Zubehör an Bürgermeister und alten und neuen Rat der Wigbolds Lügde. In einer gesonderten Urkunde bestätigte seine Ehefrau Margarete von Nassau, Gräfin von Pyrmont, den Verkauf.
Am 1. Mai 1495 schenkten vor Margarete von Nassau, Gräfin von Pyrmont, der Bürger zu Lügde, Kort van Ripen und dessen Frau Ilse, den Vorstehern der Kirche zu Lügde sechs Morgen Land „für das Licht in der Kirche“. Vorher waren aus dem Ertrag des Landes zwei Maß Hafer an die Gräfin zu entrichten.
Nach Aussterben des Hauses Pyrmont wurde 1530/1540 für den Grafen von Spiegelberg als Rechtsnachfolger ein Register der Einnahmen innerhalb und außerhalb der Stadt Lügde als ihm zustehenden Einkünften erstellt, nachdem am 9. Dezember 1512 Erich Bischof von Osnabrück und Paderborn, Herzog von Braunschweig, der Stadt Lügde wegen der Beschwerungen durch die Grafschaft Pyrmont die Warenakzise in der Stadt gewährt hatte, ausgenommen von den Untersassen des Stifts Paderborn.

### Andere Aktivitäten
Im Jahr 1445 unterstützt er den Erzbischof Dietrich II von Köln in dessen Soester Fehde und erhält von ihm zwei Pferde.

### Kommandant von Lübeck
„Am Anfang der Fastenzeit 1466 nahm der Rat von Lübeck den Grafen Mauritius von Pyrmont als Hauptmann und Rittmeister in den Dienst der Stadt,“ um der ausgedehnten Straßenräuberei entgegenzutreten. Erfolgreich, denn „zu seinen Zeiten“ (bis 1477) war nichts mehr von Straßenraub zu vernehmen. Pyrmont sei ein kluger und tapferer Mann gewesen, der sich auf alles, was zu Krieg und Fehde gehöre, verstanden habe, im Feld listig und vorsichtig, und deshalb auch gefürchtet.
Mauritius von Pyrmont wurde gleich bei seiner Ankunft in Lübeck in die patrizische Zirkelgesellschaft aufgenommen.
Von März 1472 bis Juli 1474 war Moritz von Pyrmont mit dem Bürgermeister und dem Rat der Stadt Hamburg an einem Gerichtsprozess beteiligt.

## Familie
Verheiratet war Moritz von Pyrmont mit Margarethe von Nassau († 1498), mit der er auch in Lügde residierte. Die Ehe blieb jedoch ohne Erben. Beide wurden in der Kilianskirche, der Kreuzkirche bei Lügde,  bestattet.

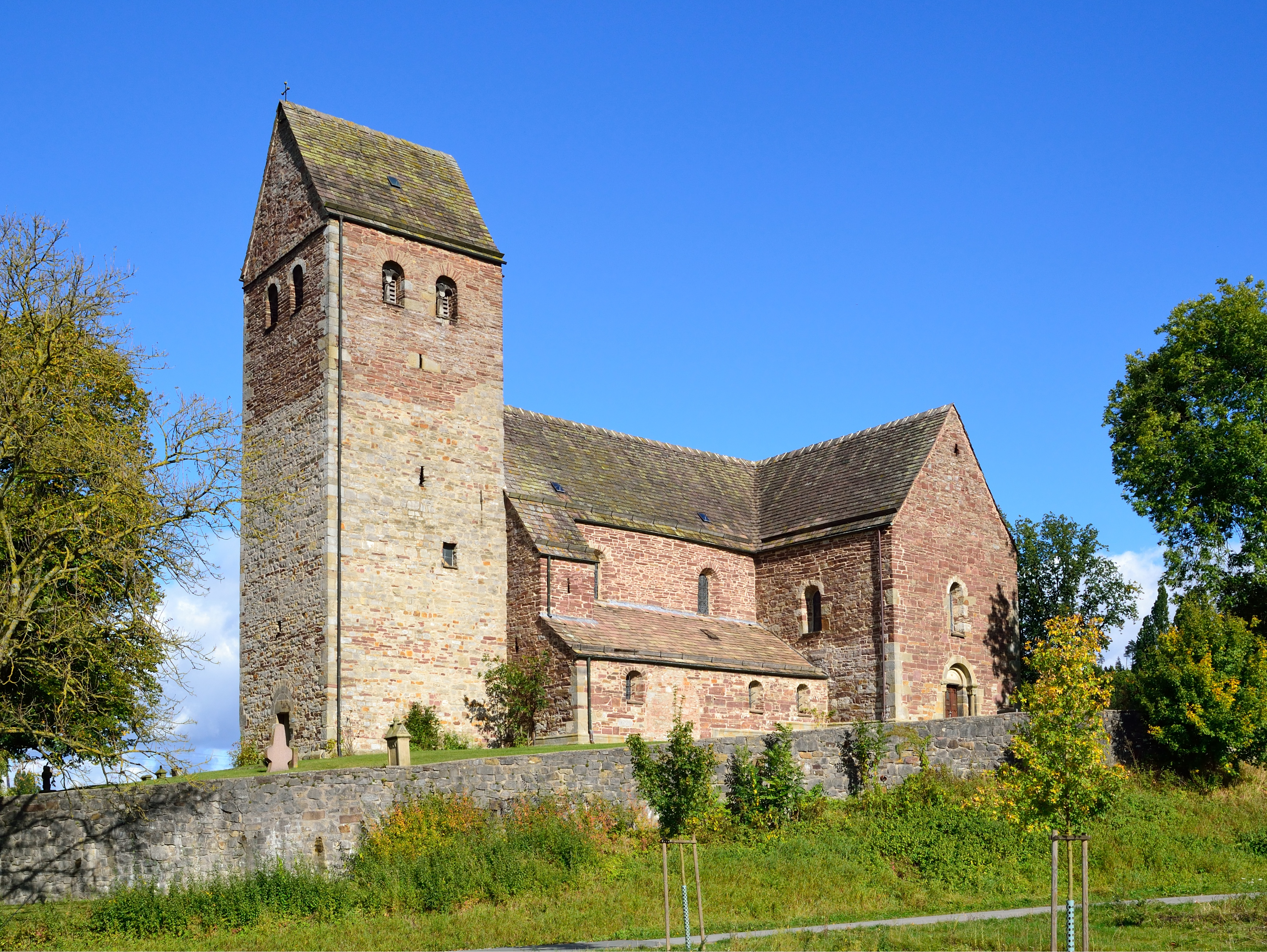
Kilianskirche bei Lügde, Grablege des Grafenpaares Moritz und Margarethe von Pyrmont

Die Grabinschrift des Grafen soll gelautet haben: „Ultima Mauritii, Pyrmontis clara Prepago/ Hac, Comes Illustris, pace quiescit humo.“ Nach Menke übersetzt: „In dieser Erde ruhet in Frieden, der edle Graf von Pyrmont, der letzte berühmte Spross des Grafen Moritz von Pyrmont.“ Nach Menke muss „Pyrmontis“ als der Genitiv angesehen und nach dem zweiten Vers zu „Comes Illustris“ heruntergezogen werden. Eine andere Lesart habe „de Pyrmont“. „Mauritii“ beziehe sich auf den ersten Grafen von Pyrmont, der auch Moritz hieß. Den Namen des Beerdigten nenne die Grabinschrift deshalb nicht direkt, da es wahrscheinlich der lateinische Vers nicht zuließ. Die Grabinschrift des Grafen war aber bereits um 1818 nicht mehr auffindbar. Der Wortlaut bezog sich unmittelbar auf den sagenhaften Ahnherrn Moritz, der um 800 von Karl dem Großen mit Pyrmont belehnt wurde. Das deckte sich nicht mit der Politik der Fürstbischöfe von Paderborn, die Pyrmont als fürstbischöfliches Lehen betrachteten.

## Auswirkung des Todes von Moritz von Pyrmont
Nach dem erbenlosen Tode von Graf  Moritz von Pyrmont belehnte der Fürstbischof von Paderborn, Simon von Lippe, seinen eigenen Bruder Bernhard von Lippe mit der Grafschaft Pyrmont. Zeitgleich betrachtete der Erzbischof von Köln, Hermann von Hessen, die Grafschaft Pyrmont  als ein  kurkölnisches Lehen und belehnte die Grafen Friedrich VI. und Moritz IV. von Spiegelberg mit Pyrmont, da sie die Söhne von einer Tante des letzten Grafen von Pyrmont waren, von Ursula geborene von Pyrmont.  Als aber der Kölner Erzbischof Hermann von Hessen auch Regent von Paderborn wurde, wurde Friedrich VI. von Spiegelberg allein mit der Grafschaft Pyrmont belehnt, und zwar als einem paderbornischen Lehen. Erbfälle brachten die Grafschaft Pyrmont dann in den Besitz des Hauses Lippe, von dort des Hauses Waldeck, das ebenfalls eine Linie der Grafen von Schwalenberg ist, wobei sich die Fürstbischöfe von Paderborn stets die Lehnshoheit vorbehielten und zeitweise auf militärischem Wege versuchten durchzusetzen. Dabei entschied das Reichskammergericht 1668 endgültig zugunsten der Grafen von Waldeck, und als Anton Ulrich von Waldeck 1711 in den erblichen Reichsfürstenstand erhoben wurde, nannte er sich seitdem Fürst von Waldeck und Pyrmont.